# Saurita catastibina
Saurita catastibina är en fjärilsart som beskrevs av Butler 1876. Saurita catastibina ingår i släktet Saurita och familjen björnspinnare. Inga underarter finns listade.